# José María Yazpik
José María Yazpik (Ciudad de México; 13 de noviembre de 1970) es un actor mexicano de cine y televisión.

## Biografía
Yazpik nació en la Ciudad de México en el seno de una familia acomodada, hijo de un ginecólogo, el doctor José María Meza, y de Cristina Yazpik. Tiene sangre libanesa por parte materna. Tiene dos hermanos, Carlos y Cristina. Pese a que la situación económica de su familia era excelente, el doctor Meza decidió mudarse con toda la familia a San Diego, California, Estados Unidos. Consiguió un consultorio en Tijuana, la ciudad fronteriza entre ambos países y la más cercana a su lugar de trabajo. La familia se instaló en La Jolla, uno de los barrios más exclusivos de San Diego. Allí los dos hijos fueron matriculados en la escuela secundaria local, la Saint Augustine High School, sólo para varones y dirigida por sacerdotes agustinos.
Sin embargo, el doctor Meza no obtuvo el mismo éxito que en la capital mexicana, por lo que al cabo de un año y mientras el dólar aumentaba su valor frente al peso mexicano, la familia debió mudarse a Tijuana, y la señora Cristina debió optimizar los ingresos familiares. José María y su hermano Carlos siguieron asistiendo a la escuela de San Diego.
Siempre fue un mal estudiante, y en el último año de preparatoria estuvo a punto de ser expulsado de la escuela por su pésimo rendimiento académico y su mal comportamiento; solo su habilidad para los deportes lo salvó de una expulsión años antes. José María también pasaba por una crisis existencial, pues no sabía lo que quería hacer de su vida. Entonces un maestro le recomendó que participara en una obra de teatro de la escuela. El futuro actor se entusiasmó con la propuesta y empezó a tomar clases de actuación. Finalmente terminó la escuela sin ser expulsado gracias a su participación en la obra; los maestros quedaron sorprendidos por su capacidad histriónica, y por ello dejaron que terminara el año. A pesar de que le siguió gustando la actuación, José María volvió a Tijuana y entró a estudiar comunicación en la Universidad Iberoamericana, pero no le agradó, y solo asistió los tres primeros meses. Luego se matriculó en Derecho en la Universidad Autónoma de Baja California, mientras participaba en el teatro de la escuela. Al poco tiempo también desertó, y finalmente se convenció de que lo suyo era la actuación.
Su primer trabajo como actor le vino de un amigo de su padre, que producía la película para televisión El bruto contra el ángel de la muerte. Se mudó a la Ciudad de México y se postuló para estudiar en el Centro de Educación Artística (CEA) de Televisa, lo aceptaron y al segundo año lo becaron. En el CEA tuvo como compañeros a Arath de la Torre, Fabián Corres y Eduardo Arroyuelo. Al egresar le ofrecieron papeles menores en telenovelas juveniles de Televisa, que prefirió rechazar, pero como el contrato de exclusividad con la televisora lo obligaba a aceptar todos los roles que le ofrecieran, fue castigado dos meses sin sueldo, hasta que llegó su primer papel importante en la televisión, en la telenovela La paloma, en 1995, producida por José Rendón, que no se terminó de grabar debido a la trágica muerte del protagonista, el actor Gerardo Hemmer.
Al año siguiente participó en su segunda telenovela, Canción de amor, producida por Luis de Llano Macedo, y en la película Última llamada, dirigida por Carlos García Agraz. En 1997 su carrera empezó a tomar vuelo con participaciones en televisión cada vez más importantes, pues interpretó el papel del villano juvenil en las telenovelas Pueblo chico, infierno grande y Ángela, ambas producidas por José Alberto Castro.
En 1999 dejó definitivamente Televisa debido a una propuesta de Ana Urquidi, directora de reparto de Argos, y fue así como entró a la telenovela La vida en el espejo, protagonizada por Rebecca Jones, Gonzalo Vega y Sasha Sokol. Allí interpretó al hijo homosexual de los primeros dos. En la Televisora del Ajusco forjó amistad con varios actores, las cuales mantiene hasta hoy, entre ellos con Jesús Ochoa, Martín Altomaro, Rodrigo Murray y Diego Luna.
En TV Azteca siguió participando en telenovelas como Todo por amor y Cara o cruz, su primer protagónico. Mientras tanto, su carrera en el cine despegó de manera meteórica al participar en exitosas películas como La habitación azul, Sin ton ni Sonia, Nicotina y Las vueltas del citrillo, cinta esta última por la que ganó el Premio Ariel a Mejor coactuación masculina. También participó en dos películas del director español Pedro Almodóvar: Hable con ella (2002) y La mala educación (2004).
En 2007 trabajó en el papel principal de la película El atentado, de Jorge Fons, donde interpreta a un pasante de derecho y anarquista que, alcoholizado, intenta sin éxito quitar la vida a Porfirio Díaz.
En 2008 saltó a Hollywood con la cinta The Burning Plain, donde compartió créditos con Charlize Theron. También participó en la comedia Beverly Hills Chihuahua.
En 2010 realizó una participación especial en la serie histórica Gritos de muerte y libertad, donde interpretó a Antonio López de Santa Anna.
En 2012 participó en la película Colosio: El asesinato, cuarto largometraje de Carlos Bolado, donde interpretó al investigador Andrés. Ese mismo año Pedro Almodóvar lo fichó nuevamente para ser el coprotagonista de su próxima película, Los amantes pasajeros, estrenada en 2013 y en la que comparte crédito con el actor español Javier Cámara.
A partir de 2017 participa de las series de Netflix Narcos y Narcos: Mexico en el papel de Amado Carrillo Fuentes, más conocido como "El señor de los cielos".

## Vida personal
Yazpik tiene una hija, Leonor, fruto de una relación con la también actriz mexicana Iliana Fox. 
Actualmente mantiene una relación con la actriz Johanna Murillo.

## Filmografía
| Año  | Título                                          | Rol                 | Notas        |
| ---- | ----------------------------------------------- | ------------------- | ------------ |
| 2024 | Apocalipsis Z: el principio del fin             | Pritchenko          |              |
| 2024 | Madame Web                                      | Santiago            |              |
| 2024 | Greedy People                                   | El Colombiano       |              |
| 2024 | Dante y Soledad                                 | Vicente             |              |
| 2023 | Eureka                                          |                     |              |
| 2022 | There are no saints                             | Neto Niente         |              |
| 2019 | Polvo                                           | Chato               |              |
| 2017 | Mamartuille                                     | Cavazos             | Cortometraje |
| 2017 | Todos queremos a alguien                        | Daniel              |              |
| 2016 | Sr. Pig                                         | Payo                |              |
| 2016 | As time goes by                                 | Carlos              | Cortometraje |
| 2014 | Las oscuras primaveras                          | Igor                |              |
| 2013 | Los amantes pasajeros                           | Infante             |              |
| 2013 | No sé si cortarme las venas o dejármelas largas | Actor de telenovela |              |
| 2012 | Morelos                                         | Ignacio López Rayón |              |
| 2012 | El Santos contra la Tetona Mendoza              | El Peyote Asesino   |              |
| 2012 | Colosio: El Asesinato                           | Andrés Vázquez      |              |
| 2010 | El atentado                                     | Arnulfo Arroyo      |              |
| 2010 | Abel                                            | Anselmo             |              |
| 2008 | Sólo quiero caminar                             | Félix               |              |
| 2008 | Beverly Hills Chihuahua                         | Vázquez             |              |
| 2008 | The Burning Plain                               | Carlos              |              |
| 2008 | La hora cero                                    | Lorenzo             | Cortometraje |
| 2007 | Por siempre                                     |                     | Cortometraje |
| 2007 | Borderland                                      | Zoilo               |              |
| 2006 | Última llamada                                  |                     |              |
| 2006 | Las vueltas del citrillo                        | José Isabel         |              |
| 2006 | Un mundo maravilloso                            | Asesor financiero   |              |
| 2006 | Matapájaros                                     |                     | Cortometraje |
| 2006 | Solo Dios sabe                                  | Jonathan            |              |
| 2005 | Sueño                                           | Pancho              |              |
| 2004 | Voces inocentes                                 | Tío Beto            |              |
| 2004 | Pata de gallo                                   |                     |              |
| 2004 | Crónicas                                        |                     |              |
| 2004 | Nicotina                                        |                     |              |
| 2003 | Sin ton ni Sonia                                |                     |              |
| 2003 | Tiro de gracia                                  |                     |              |
| 2002 | La habitación azul                              |                     |              |
| 2002 | ¡Fidel!                                         | Camilo Cienfuegos   |              |

| Año  | Título                        | Rol                         | Notas       |
| ---- | ----------------------------- | --------------------------- | ----------- |
| 2025 | La Liberación                 |                             | 7 episodios |
| 2022 | Now and Then                  | Pedro                       |             |
| 2021 | Narcos: Mexico                | Amado Carrillo Fuentes      |             |
| 2017 | Narcos                        | Amado Carrillo Fuentes      |             |
| 2010 | Gritos de muerte y libertad   | Antonio López de Santa Anna |             |
| 2002 | Cara o cruz                   | Armando Pescador            |             |
| 2000 | Todo por amor                 | Mateo                       |             |
| 1999 | La vida en el espejo          | Mauricio Román Franco       |             |
| 1998 | Ángela                        | René Bautista Solórzano     |             |
| 1997 | Pueblo chico, infierno grande | Sebastián Paleo (joven)     |             |
| 1996 | Canción de amor               | Swami                       |             |
| 1995 | La paloma                     | Ángel                       |             |